# Cristianesimo in Siria

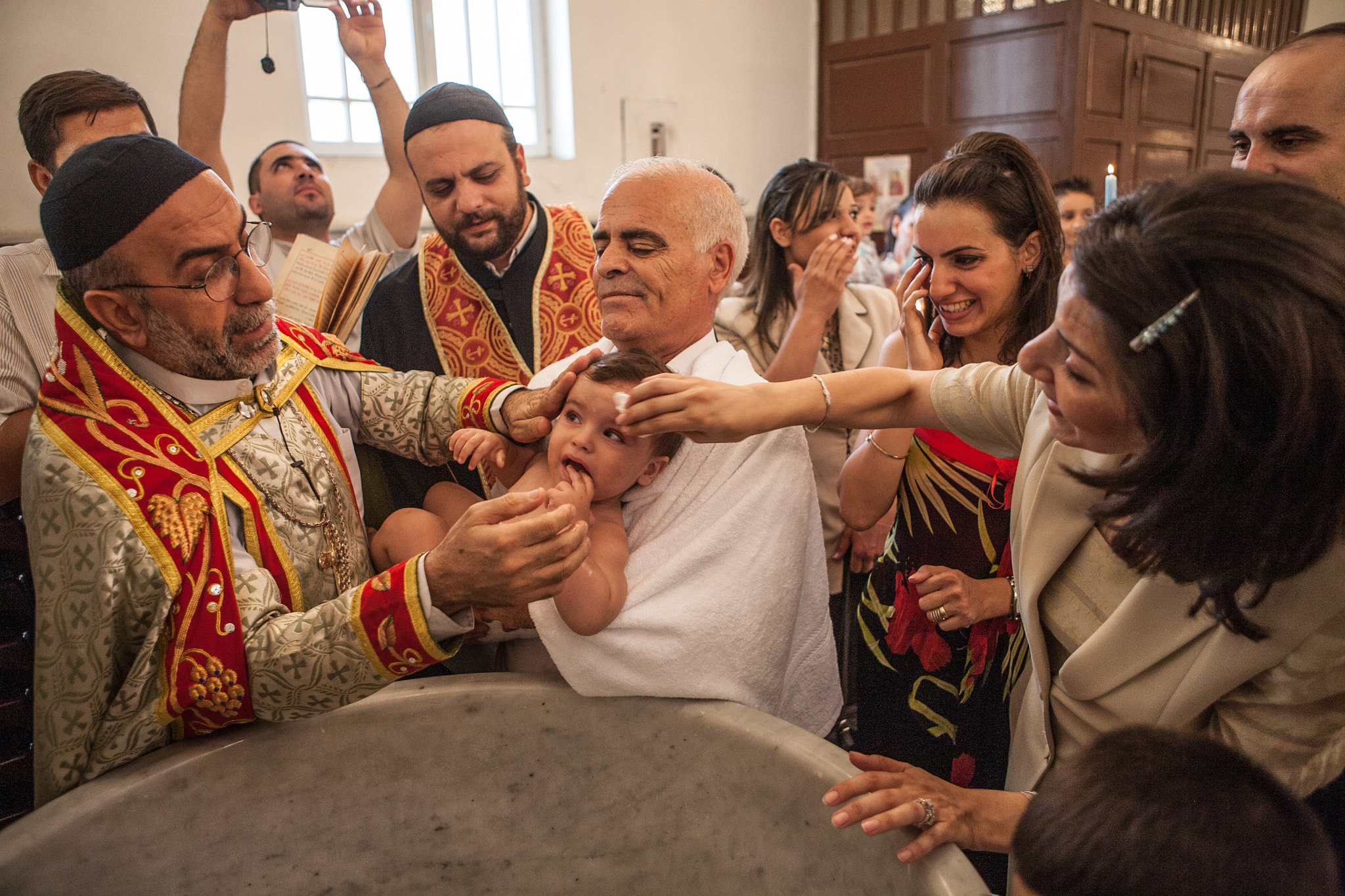
Battesimo cristiano in Siria

Il cristianesimo in Siria è praticato da circa un decimo della popolazione. La comunità cristiana in Siria è una delle più antiche al mondo ed è caratterizzata da una vasta eterogeneità dal punto di vista confessionale e culturale. La maggior parte dei cristiani siriani sono arabi; vi sono poi cospicue minoranze di armeni e di assiri. I cristiani in Siria ricoprono un ruolo fondamentale nella vita culturale, politica ed economica del paese.

## Storia

### Papi siriani
Sette papi originari dalla Siria sono saliti nella storia al soglio pontificio, ma molti di loro vivevano già in Italia; Papa Gregorio III (731-741), è stato l'ultimo papa ad essere nato al di fuori del continente europeo fino all'elezione di papa Francesco avvenuta nel 2013.

## Denominazioni
La più grande denominazione cristiana del paese è la Chiesa greco-ortodossa di Antiochia, seguita dalla Chiesa greco-cattolica melchita, dalla Chiesa apostolica armena, dalla Chiesa ortodossa siriaca e dalla Chiesa maronita. Sono poi presenti e attive anche la Chiesa armeno-cattolica, la Chiesa cattolica sira, la Chiesa cattolica caldea, la Chiesa assira d'Oriente e varie chiese e gruppi protestanti.

## Distribuzione
I cristiani sono diffusi in tutto il Paese, ma sono particolarmente concentrati nelle città e in alcune zone rurali, come la Valle dei cristiani. Negli ultimi anni ci sono stati molti cambiamenti,nel 2022 i cristiani sono stati costretti a fuggire, sradicati dalle loro zone». Nel dicembre 2024, l’organizzazione per i diritti umani Open Doors/Porte Aperte ha segnalato: “Sotto il controllo di Hts a Idlib, al clero cristiano non è consentito uscire con abiti che li rendano riconoscibili come preti o pastori. Le croci sono state rimosse dagli edifici ecclesiastici”.